# 원시 핵종

지각 상부의 화학 원소 상대적 존재비 (원자 기준)

지구화학, 지구물리학, 핵물리학에서 원시 핵종(原始 核種, Primordial nuclide) 또는 원시 동위 원소(primordial isotopes)는 지구에서 발견되는 핵종으로, 지구가 형성되기 전부터 현재 형태로 존재해왔다. 원시 핵종은 태양계가 형성된 성간 물질에 존재했으며, 빅뱅 이후 또는 빅뱅에서 형성되었고, 별과 초신성에서 핵합성과 질량 방출, 우주선 파쇄 및 잠재적으로 다른 과정을 통해 형성되었다. 이들은 행성 강착을 통해 원시 태양 성운에서 현재까지 살아남은 안정 핵종과 장수명 방사성 동위 원소의 일부를 포함하며, 현재까지 286개의 핵종이 알려져 있다.

## 안정성
알려진 모든 251개의 안정 동위 원소와 지구 형성 이후로 존재할 만큼 충분히 긴 반감기를 가진 35개의 다른 핵종은 원시 핵종으로 존재한다. 이 35개의 원시 방사성 핵종은 28개의 서로 다른 원소의 동위 원소이다. 카드뮴, 텔루륨, 제논 (원소), 네오디뮴, 사마륨, 오스뮴, 우라늄은 각각 두 개의 원시 방사성 동위 원소를 가지고 있다 (113
Cd
과 116
Cd
, 128
Te
과 130
Te
, 124
Xe
과 136
Xe
, 144
Nd
과 150
Nd
, 147
Sm
과 148
Sm
, 184
Os
과 186
Os
, 235
U
과 238
U
).
지구의 나이가 4.58×109 a (45억 8천만년)이기 때문에, 실용적인 고려사항으로 주어진 핵종의 반감기는 약 108 a (1억 년)보다 길어야 한다. 예를 들어, 반감기가 6×107 a (6천만년)인 핵종의 경우, 77회의 반감기가 경과했음을 의미하며 지구 형성 시 존재했던 그 핵종의 각 몰 (6.02×1023 atoms)에 대해 오늘날에는 4개의 원자만 남아있다.
실험적으로 확인된 7개의 가장 짧은 수명을 가진 원시 핵종(즉, 가장 짧은 반감기를 가진 핵종)은 87
Rb
 (4.92×1010 a), 187
Re
 (4.12×1010 a), 176
Lu
 (3.70×1010 a), 232
Th
 (1.41×1010 a), 238
U
 (4.47×109 a), 40
K
 (1.25×109 a), 235
U
 (7.04×108 a)이다.
이들은 우주의 나이와 비슷하거나 약간 짧은 반감기를 가진 7개의 핵종이다. (87Rb, 187Re, 176Lu, 232Th은 우주의 나이보다 약간 더 긴 반감기를 가지고 있다.) 우주의 나이보다 훨씬 긴 반감기를 가진 다음 28개를 포함한 35개의 알려진 원시 방사성 핵종의 전체 목록은 아래에서 볼 수 있다. 실용적인 목적을 위해, 우주의 나이보다 훨씬 긴 반감기를 가진 핵종은 안정적인 것으로 간주될 수 있다. 87Rb, 187Re, 176Lu, 232Th, 238U는 지질학적 시간 규모에서 붕괴가 제한될 만큼 충분히 긴 반감기를 가지고 있으며, 40K와 235U는 반감기가 더 짧아 심하게 고갈되었지만, 여전히 자연에 상당량 지속될 만큼 충분히 장수명이다.
원시 핵종으로 입증되지 않은 가장 긴 수명을 가진 동위 원소는 146
Sm
으로, 반감기는 9.20×107 years이며, 그 다음은 244
Pu
 (8.13×107 a)와 92
Nb
 (3.47×107 a)이다. 244Pu는 1971년에 자연에서 원시 핵종으로 존재한다고 보고되었으나, 2012년과 2022년의 추가 연구에서는 이 검출을 확인할 수 없었다.
이 모든 핵종이 최소 4.58×109 a 동안 존재해야 한다는 점을 고려하면, 146Sm은 50회의 반감기를 거쳐야 하고 (따라서 250 ≈ 1×1015 배 감소), 244Pu는 57회 (257 ≈ 1×1017 배 감소), 92Nb는 130회 (2130 ≈ 1×1039 배 감소)의 반감기를 거쳐야 한다. 수학적으로, 이 핵종들의 초기 존재량을 고려할 때, 원시 146Sm과 244Pu는 오늘날 지구 어딘가에 존재해야 하며, 이는 인간이 접근할 수 있는 지구 지각의 비교적 적은 부분에서 확인되지 않더라도 마찬가지다. 반면 92Nb와 모든 더 짧은 수명을 가진 핵종은 존재하지 않아야 한다. 원시 태양 성운에 존재했으나 오래 전에 완전히 붕괴된 92Nb와 같은 핵종은 다른 방법으로 재생성될 수 없는 경우 절멸 방사성 핵종이라고 불린다. 244Pu의 경우, 2022년 계산에 따르면 민감도 한계는 원시 핵종으로 검출하기에는 약 한 자릿수 부족했다.
원시 원소는 종종 하나 이상의 원시 동위 원소로 구성되어 있기 때문에<-- please, do not change to "nuclide": these are isotopes, not nuclides, what a chemical element has -->, 오직 83개의 서로 다른 원시 원소가 존재한다. 이 중 80개는 적어도 하나의 관측적으로 안정적인 동위 원소를 가지며, 3개의 추가적인 원시 원소는 오직 방사성 동위 원소만을 가진다 (비스무스, 토륨, 우라늄).

## 원시 핵종이 아닌 자연 발생 핵종
자연적으로 발생하는 일부 불안정한 동위 원소(예: 14
C
, 3
H
, 239
Pu
)는 원시 핵종이 아닌데, 이는 이들이 끊임없이 재생성되어야 하기 때문이다. 이는 우주선에 의해(예: 14
C
와 3
H
 같은 우주기원 핵종의 경우), 또는 (드물게) 지핵 변환 과정(예: 237
Np
와 239
Pu
의 경우 우라늄의 중성자 포획)에 의해 발생한다. 자연적으로 발생하지만 원시 핵종이 아닌 다른 흔한 예로는 라돈, 폴로늄, 라듐의 동위 원소가 있는데, 이들은 모두 우라늄 붕괴의 방사성 생성물 자손이며 우라늄 광석에서 발견된다. 안정적인 아르곤 동위 원소인 40Ar은 원시 핵종으로서보다 방사성 핵종으로서 더 흔하며, 지구 대기의 거의 1%를 차지한다. 이는 극히 수명이 긴 방사성 원시 동위 원소인 40K의 베타 붕괴으로 재생성되는데, 40K의 반감기는 약 10억 년에 달하여 지구 초기부터 아르곤을 생성해왔다. (원시 아르곤은 알파 반응 핵종인 36Ar이 지배적이었으며, 이는 지구에서는 40Ar보다 훨씬 드물다.)
유사한 붕괴 사슬은 장수명 방사성 원시 핵종인 232Th에서 유래한다. 이러한 핵종은 지질기원으로 묘사되는데, 이는 지하 암석의 우라늄 또는 다른 악티늄족 원소의 붕괴 또는 핵분열 생성물이라는 의미이다. 이러한 모든 핵종은 모체가 되는 방사성 원시 핵종보다 짧은 반감기를 가진다. 일부 다른 지질기원 핵종은 232Th, 235U, 238U의 붕괴 사슬에 속하지 않지만, 이 세 가지 장수명 핵종 중 하나의 자발 핵분열의 생성물로 자연적으로 일시적으로 존재할 수 있다. 예를 들어, 천연 주석 전체의 약 10−14를 차지하는 126Sn이 있다. 또 다른 예로 99Tc도 검출되었다. 이 외에도 5가지 다른 긴 수명 핵분열 생성물이 알려져 있다.

## 원시 원소
원시 원소는 적어도 하나의 원시 핵종을 가진 원소이다. 안정적인 원시 핵종은 251개, 방사성 원시 핵종은 35개가 있지만, 원시 안정 원소는 테크네튬(43)과 프로메튬(61)을 제외한 수소부터 납까지의 원자 번호 1~82번에 해당하는 80개뿐이며, 방사성 원시 원소는 비스무트(83), 토륨(90), 우라늄(92)의 3개뿐이다. 만약 플루토늄(94)이 원시 핵종(특히, 장수명 동위 원소인 244Pu)으로 밝혀진다면, 네 번째 방사성 원시 원소가 될 것이지만, 실제로는 여전히 인공적으로 생산하는 것이 더 편리할 것이다. 비스무트의 반감기는 매우 길어서 그 방사능이 문제가 되지 않으므로 종종 80개의 안정 원소와 함께 분류된다. 원소의 수는 핵종의 수보다 적은데, 이는 많은 원시 원소가 여러 동위 원소로 존재하기 때문이다. 더 자세한 정보는 화학 원소를 참조하라.

## 자연 발생 안정 핵종
이 숫자는 약 251개이다. 목록은 안정 원소 문서를 참조하라. "안정적"인 251개 핵종 중 일부가 어떤 면에서 불안정할 수 있다는 점을 기록한 전체 목록은 핵종 목록과 안정 동위 원소를 참조하라. 이러한 질문들은 핵종이 원시 핵종인지 여부에는 영향을 미치지 않는데, 모든 "거의 안정적인" 핵종(우주의 나이보다 긴 반감기를 가진 핵종)은 원시 핵종이기 때문이다.

## 방사성 원시 핵종
약 35개의 원시 핵종이 방사성으로 추정되지만(아래 목록 참조), 안정 핵종의 총수가 불확실하기 때문에 방사성 원시 핵종의 정확한 총수를 결정하기는 매우 어렵다. 반감기가 아직 알려지지 않은 매우 수명이 긴 핵종들이 많다. 사실 다이스프로슘-164보다 무거운 모든 핵종은 이론적으로 방사성이다. 예를 들어, 심지어 가장 현대적인 경험적 방법으로 안정하다고 표시된 것을 포함하여 텅스텐의 모든 동위 원소는 방사성이며 알파 붕괴를 할 수 있다고 이론적으로 예측되지만, 2013년 현재 이것은 180W에서만 실험적으로 측정될 수 있었다. 마찬가지로, 4개의 원시 납 동위 원소는 모두 수은으로 붕괴될 것으로 예상되지만, 예측된 반감기는 너무 길어(일부는 10100년을 초과함) 가까운 미래에 이러한 붕괴를 관찰하기는 거의 불가능할 것이다. 그럼에도 불구하고, 현재의 기기로는 측정할 수 없을 정도로 긴 반감기를 가진 핵종들(이러한 관점에서 안정 동위 원소로 간주되는 핵종들)의 수는 제한적이다. "안정" 핵종이 방사성으로 밝혀지더라도, 이는 단순히 안정 목록에서 불안정 목록으로 이동하는 것이며, 원시 핵종의 총수는 변하지 않는다. 실용적인 목적을 위해, 이러한 핵종들은 특수 연구를 제외한 모든 목적에서 안정하다고 간주될 수 있다.

### 35개 방사성 원시 핵종 및 측정된 반감기 목록
이 35개의 원시 방사성 핵종은 28개 원소의 동위 원소이다 (카드뮴, 네오디뮴, 오스뮴, 사마륨, 텔루륨, 우라늄, 제논은 각각 두 개의 원시 방사성 동위 원소를 가진다). 이 핵종들은 안정성 감소 순서로 나열되어 있다. 그들 중 다수는 너무나 안정적이어서 각 원소의 안정 동위 원소와 풍부함에서 경쟁한다. 세 가지 원소(인듐, 텔루륨, 레늄)의 경우, 매우 긴 수명을 가진 방사성 원시 핵종이 안정 핵종보다 더 풍부하다.
알려진 가장 긴 수명의 방사성 핵종인 128Te의 반감기는 2.2×1024 a으로, 우주의 나이의 1.6 × 1014배이다. 이 35개 핵종 중 4개만이 우주의 나이보다 짧거나 같은 반감기를 가진다. 나머지 30개 대부분은 훨씬 긴 반감기를 가진다. 가장 짧은 수명을 가진 원시 핵종인 235U는 반감기가 7억 3천 8백만 년으로, 지구와 태양계 나이의 약 1/6이다. 이 핵종들 중 다수는 이중 베타 붕괴로 붕괴하지만, 209Bi와 같은 일부는 알파 붕괴와 같은 다른 방식으로 붕괴한다.
목록의 끝에는 146Sm과 244Pu 두 가지 핵종이 더 있다. 이들은 원시 핵종으로 확인되지 않았지만, 현재에도 미량이 지속될 만큼 충분히 긴 반감기를 가지고 있다.
| 번호 | 핵종  | 에너지   | 반감기 (년)            | 붕괴 모드       | 붕괴 에너지 (MeV)   | 약. 반감기/ 우주의 나이 |
| ---- | ----- | -------- | ---------------------- | --------------- | ------------------- | ----------------------- |
| 252  | 128Te | 8.743261 | 2.2×1024               | 2 β−            | 2.530               | 160조                   |
| 253  | 124Xe | 8.778264 | 1.8×1022               | KK              | 2.864               | 1.3조                   |
| 254  | 78Kr  | 9.022349 | 9.2×1021               | KK              | 2.846               | 6700억                  |
| 255  | 136Xe | 8.706805 | 2.165×1021             | 2 β−            | 2.462               | 1600억                  |
| 256  | 76Ge  | 9.034656 | 1.8×1021               | 2 β−            | 2.039               | 1300억                  |
| 257  | 130Ba | 8.742574 | 1.2×1021               | KK              | 2.620               | 870억                   |
| 258  | 82Se  | 9.017596 | 1.1×1020               | 2 β−            | 2.995               | 80억                    |
| 259  | 116Cd | 8.836146 | 3.102×1019             | 2 β−            | 2.809               | 23억                    |
| 260  | 48Ca  | 8.992452 | 2.301×1019             | 2 β−            | 4.274, .0058        | 17억                    |
| 261  | 209Bi | 8.158689 | 2.01×1019              | α               | 3.137               | 15억                    |
| 262  | 96Zr  | 8.961359 | 2.0×1019               | 2 β−            | 3.4                 | 15억                    |
| 263  | 150Nd | 8.562594 | 9.3×1018틀:NUBASE2020  | 2 β−            | 3.367               | 6억 7100만              |
| 264  | 130Te | 8.766578 | 8.806×1018             | 2 β−            | .868                | 6억 4천만               |
| 265  | 100Mo | 8.933167 | 7.07×1018틀:NUBASE2020 | 2 β−            | 3.035               | 5억 1천만               |
| 266  | 151Eu | 8.565759 | 4.62×1018              | α               | 1.9644              | 3억 3천3백만            |
| 267  | 180W  | 8.347127 | 1.801×1018             | α               | 2.509               | 1억 3천만               |
| 268  | 50V   | 9.055759 | 1.4×1017               | β+ or β−        | 2.205, 1.038        | 1천만                   |
| 269  | 174Hf | 8.392287 | 7.0×1016               | α               | 2.497               | 510만                   |
| 270  | 113Cd | 8.859372 | 7.7×1015               | β−              | .321                | 56만                    |
| 271  | 148Sm | 8.607423 | 7.005×1015             | α               | 1.986               | 51만                    |
| 272  | 144Nd | 8.652947 | 2.292×1015             | α               | 1.905               | 17만                    |
| 273  | 186Os | 8.302508 | 2.002×1015             | α               | 2.823               | 15만                    |
| 274  | 115In | 8.849910 | 4.41×1014              | β−              | .499                | 3만 2천                 |
| 275  | 152Gd | 8.562868 | 1.08×1014              | α               | 2.203               | 7,800                   |
| 276  | 184Os | 8.311850 | 1.12×1013              | α               | 2.963               | 810                     |
| 277  | 190Pt | 8.267764 | 4.83×1011틀:NUBASE2020 | α               | 3.252               | 35                      |
| 278  | 147Sm | 8.610593 | 1.061×1011             | α               | 2.310               | 7.7                     |
| 279  | 138La | 8.698320 | 1.021×1011             | β− or K or β+   | 1.044, 1.737, 1.737 | 7.4                     |
| 280  | 87Rb  | 9.043718 | 4.972×10               | β−              | .283                | 3.6                     |
| 281  | 187Re | 8.291732 | 4.122×10               | β−              | .0026               | 3.0                     |
| 282  | 176Lu | 8.374665 | 3.764×10               | β−              | 1.193               | 2.7                     |
| 283  | 232Th | 7.918533 | 1.405×10               | α or SF         | 4.083               | 1.0                     |
| 284  | 238U  | 7.872551 | 4.468×109              | α or SF or 2 β− | 4.270               | 0.32                    |
| 285  | 40K   | 8.909707 | 1.251×109              | β− or K or β+   | 1.311, 1.505, 1.505 | 0.091                   |
| 286  | 235U  | 7.897198 | 7.038×108              | α or SF         | 4.679               | 0.051                   |
| 287  | 146Sm | 8.626136 | 9.20×107               | α               | 2.529               | 0.0067                  |
| 288  | 244Pu | 7.826221 | 8.13×107               | α or SF         | 4.666               | 0.0059                  |

#### 목록 범례
번호
참조를 위한 양의 정수. 현재 251개 핵종이 안정으로 분류되지만 이론적으로는 불안정하다고 예측되므로( 안정 동위 원소#아직 관찰되지 않은 붕괴 참조), 미래 실험에서 일부가 실제로 불안정하다는 것이 밝혀질 수 있기 때문에 이 숫자는 미래에 약간 변경될 수 있다. 번호는 251개의 (관측적으로) 안정 핵종에 이어 252번부터 시작한다.
핵종
핵종 식별자는 질량수 A와 해당 화학 원소의 기호로 표시된다 (고유한 양성자 수를 암시한다).
에너지
이 핵종의 평균 핵자 질량을 중성자 질량에 상대적으로 표시한 값 (MeV/c2 단위), 공식적으로는 다음과 같다: mn − mnuclide / A.
반감기
모든 시간은 년 단위로 표시된다.
붕괴 모드
| α    | 알파 붕괴      |
| β−   | 베타 붕괴      |
| K    | 전자 포획      |
| KK   | 이중 전자 포획 |
| β+   | 베타 붕괴      |
| SF   | 자발 핵분열    |
| 2 β− | 이중 베타 붕괴 |
| 2 β+ | 이중 베타 붕괴 |
| I    | 이성질핵 전이  |
| p    | 양성자 방출    |
| n    | 중성자 방출    |
붕괴 에너지
MeV 단위의 (최대) 붕괴 에너지의 여러 값은 해당 붕괴 모드의 순서대로 매핑된다.

## 같이 보기
- 알파 핵종
- 반감기 순 핵종 표
- 핵종 목록
- 동위 원소 지구화학
- 방사성 동위 원소
- 단일 핵종 원소
- 단일 동위 원소 원소
- 안정 동위 원소
- 핵종 목록
- 안정 원소
- 대폭발 핵합성